# Elezioni comunali in Abruzzo del 2019
Le elezioni comunali in Abruzzo del 2019 si sono svolte il 26 maggio (con ballottaggio il 9 giugno).

## Riepilogo sindaci eletti
Coalizione di centro-sinistra
     Coalizione di centro-destra
     Coalizione civica di centro-destra
| Provincia | Comune       | Popolazione legale (censimento 2019) | Sindaco uscente | Sindaco uscente              | Sindaco eletto | Sindaco eletto            | Primo turno | Primo turno | Secondo turno | Secondo turno | Seggi   |
| Provincia | Comune       | Popolazione legale (censimento 2019) | Sindaco uscente | Sindaco uscente              | Sindaco eletto | Sindaco eletto            | Voti        | %           | Voti          | %             | Seggi   |
| --------- | ------------ | ------------------------------------ | --------------- | ---------------------------- | -------------- | ------------------------- | ----------- | ----------- | ------------- | ------------- | ------- |
| Pescara   | Pescara      | 120 463                              |                 | Marco Alessandrini (PD)      |                | Carlo Masci (FI)          | 32 766      | 51,33       | —             | —             | 20 / 32 |
| Pescara   | Montesilvano | 52 843                               |                 | Francesco Maragno (Ind.)     |                | Ottavio De Martinis (LSP) | 17 622      | 66,96       | —             | —             | 17 / 24 |
| Teramo    | Giulianova   | 23 151                               |                 | Francesco Mastromauro (Ind.) |                | Jwan Costantini (Ind.)    | 4 050       | 30,98       | 4 678         | 50,32         | 10 / 16 |

## Provincia di Pescara

### Pescara
|                               | Carlo Masci ✔️ Sindaco | 32 766               | 51,33 | Lega Salvini                  | 13 199 | 21,33 | 8  |  |  |
| Forza Italia                  | Carlo Masci ✔️ Sindaco | 32 766               | 51,33 | 7 641                         | 12,35  | 5     |    |  |  |
| Fratelli d'Italia             | Carlo Masci ✔️ Sindaco | 32 766               | 51,33 | 4 493                         | 7,26   | 3     |    |  |  |
| Pescara Futura                | Carlo Masci ✔️ Sindaco | 32 766               | 51,33 | 3 759                         | 6,07   | 2     |    |  |  |
| Unione di Centro              | Carlo Masci ✔️ Sindaco | 32 766               | 51,33 | 2 083                         | 3,37   | 1     |    |  |  |
| Amare Pescara                 | Carlo Masci ✔️ Sindaco | 32 766               | 51,33 | 1 784                         | 2,88   | 1     |    |  |  |
| Totale liste                  | Carlo Masci ✔️ Sindaco | 32 766               | 51,33 | 32 959                        | 53,25  | 20    |    |  |  |
|                               | Marinella Sclocco      | 14 600               | 22,87 | Partito Democratico           | 9 378  | 15,15 | 4  |  |  |
| Per Sclocco Sindaco           | Marinella Sclocco      | 14 600               | 22,87 | 2 834                         | 4,58   | 1     |    |  |  |
| Pescara Città Aperta          | Marinella Sclocco      | 14 600               | 22,87 | 2 022                         | 3,27   | 1     |    |  |  |
| Seggio di coalizione          | Seggio di coalizione   | Seggio di coalizione | 22,87 | 1                             |        |       |    |  |  |
| Totale liste                  | Marinella Sclocco      | 14 600               | 22,87 | 14 234                        | 23,00  | 6     |    |  |  |
|                               | Erika Alessandrini     | 8 262                | 12,94 | Movimento 5 Stelle            | 7 591  | 12,26 | 3  |  |  |
| Seggio di coalizione          | Seggio di coalizione   | Seggio di coalizione | 12,94 | 1                             |        |       |    |  |  |
|                               | Carlo Costantini       | 4 052                | 6,35  | Faremo Grande Pescara         | 1 448  | 2,34  | –  |  |  |
| Nuova Pescara                 | Carlo Costantini       | 4 052                | 6,35  | 1 119                         | 1,81   | –     |    |  |  |
| Città del Futuro              | Carlo Costantini       | 4 052                | 6,35  | 602                           | 0,97   | –     |    |  |  |
| Seggio di coalizione          | Seggio di coalizione   | Seggio di coalizione | 6,35  | 1                             |        |       |    |  |  |
| Totale liste                  | Carlo Costantini       | 4 052                | 6,35  | 3 169                         | 5,12   | –     |    |  |  |
|                               | Gianni Teodoro         | 1 673                | 2,62  | Scegli Pescara                | 1 643  | 2,65  | –  |  |  |
|                               | Stefano Civitarese     | 1 623                | 2,54  | Coalizione Civica per Pescara | 1 548  | 2,50  | –  |  |  |
|                               | Gianluca Baldini       | 492                  | 0,77  | Riconquistare l'Italia        | 417    | 0,67  | –  |  |  |
|                               | Mirko Iacomelli        | 362                  | 0,57  | CasaPound Italia              | 333    | 0,54  | –  |  |  |
| Totale                        | Totale                 | 63 830               | 100   |                               | 61 894 | 100   | 32 |  |  |
|                               |                        |                      |       |                               |        |       |    |  |  |
| Schede bianche                | Schede bianche         | 494                  | 0,75  |                               |        |       |    |  |  |
| Schede nulle                  | Schede nulle           | 1 448                | 2,20  |                               |        |       |    |  |  |
| Votanti                       | Votanti                | 65 772               | 63,64 |                               |        |       |    |  |  |
| Elettori                      | Elettori               | 103 347              |       |                               |        |       |    |  |  |
|                               |                        |                      |       |                               |        |       |    |  |  |
| Fonte: Ministero dell'interno |                        |                      |       |                               |        |       |    |  |  |

1. ↑  Include candidati di Articolo Uno e Sinistra Italiana.

### Montesilvano
|                               | Ottavio De Martinis ✔️ Sindaco | 17 622               | 66,96 | Lega Salvini                       | 7 892  | 30,49 | 8  |  |  |
| Montesilvano in Comune        | Ottavio De Martinis ✔️ Sindaco | 17 622               | 66,96 | 3 937                              | 15,21  | 4     |    |  |  |
| Forza Italia                  | Ottavio De Martinis ✔️ Sindaco | 17 622               | 66,96 | 3 816                              | 14,74  | 3     |    |  |  |
| Fratelli d'Italia             | Ottavio De Martinis ✔️ Sindaco | 17 622               | 66,96 | 2 327                              | 8,99   | 2     |    |  |  |
| Totale liste                  | Ottavio De Martinis ✔️ Sindaco | 17 622               | 66,96 | 17 972                             | 69,42  | 17    |    |  |  |
|                               | Vincenzo Fidanza               | 4 583                | 17,42 | Partito Democratico - Progressisti | 3 444  | 13,30 | 3  |  |  |
| Montesilvano Anno Zero        | Vincenzo Fidanza               | 4 583                | 17,42 | 729                                | 2,82   | –     |    |  |  |
| Seggio di coalizione          | Seggio di coalizione           | Seggio di coalizione | 17,42 | 1                                  |        |       |    |  |  |
| Totale liste                  | Vincenzo Fidanza               | 4 583                | 17,42 | 4 173                              | 16,12  | 3     |    |  |  |
|                               | Raffaele Panichella            | 4 111                | 15,62 | Movimento 5 Stelle                 | 3 742  | 14,46 | 2  |  |  |
| Seggio di coalizione          | Seggio di coalizione           | Seggio di coalizione | 15,62 | 1                                  |        |       |    |  |  |
| Totale                        | Totale                         | 26 316               | 100   |                                    | 25 887 | 100   | 24 |  |  |
|                               |                                |                      |       |                                    |        |       |    |  |  |
| Schede bianche                | Schede bianche                 | 272                  | 1,00  |                                    |        |       |    |  |  |
| Schede nulle                  | Schede nulle                   | 558                  | 2,06  |                                    |        |       |    |  |  |
| Votanti                       | Votanti                        | 27 146               | 62,87 |                                    |        |       |    |  |  |
| Elettori                      | Elettori                       | 43 181               |       |                                    |        |       |    |  |  |
|                               |                                |                      |       |                                    |        |       |    |  |  |
| Fonte: Ministero dell'interno |                                |                      |       |                                    |        |       |    |  |  |

## Provincia di Teramo

### Giulianova
| Candidati                     | Candidati                       | II turno                        | II turno                        | I turno | I turno | Liste                   | Voti   | %     | Seggi |
| Candidati                     | Candidati                       | Voti                            | %                               | Voti    | %       | Liste                   | Voti   | %     | Seggi |
| ----------------------------- | ------------------------------- | ------------------------------- | ------------------------------- | ------- | ------- | ----------------------- | ------ | ----- | ----- |
|                               | Jwan Costantini ✔️ Sindaco      | 4 678                           | 50,32                           | 4 050   | 30,98   | Jwan Costantini Sindaco | 1 210  | 9,87  | 3     |
| Giulianova Turismo            | Jwan Costantini ✔️ Sindaco      | 4 678                           | 50,32                           | 4 050   | 30,98   | 858                     | 7,00   | 2     |       |
| Verso Giulianova              | Jwan Costantini ✔️ Sindaco      | 4 678                           | 50,32                           | 4 050   | 30,98   | 699                     | 5,70   | 2     |       |
| Giulianova in Movimento       | Jwan Costantini ✔️ Sindaco      | 4 678                           | 50,32                           | 4 050   | 30,98   | 448                     | 3,65   | 1     |       |
| Azione Politica               | Jwan Costantini ✔️ Sindaco      | 4 678                           | 50,32                           | 4 050   | 30,98   | 335                     | 2,73   | 1     |       |
| Al Centro della Città         | Jwan Costantini ✔️ Sindaco      | 4 678                           | 50,32                           | 4 050   | 30,98   | 330                     | 2,69   | 1     |       |
| Totale liste                  | Jwan Costantini ✔️ Sindaco      | 4 678                           | 50,32                           | 4 050   | 30,98   | 3 880                   | 31,65  | 10    |       |
|                               | Pietro Tribuiani                | 4 619                           | 49,68                           | 3 783   | 28,94   | Lega Salvini            | 2 033  | 16,58 | 1     |
| IdeA per Giulianova           | Pietro Tribuiani                | 4 619                           | 49,68                           | 3 783   | 28,94   | 1 035                   | 8,44   | 1     |       |
| Fratelli d'Italia             | Pietro Tribuiani                | 4 619                           | 49,68                           | 3 783   | 28,94   | 384                     | 3,13   | –     |       |
| Forza Italia                  | Pietro Tribuiani                | 4 619                           | 49,68                           | 3 783   | 28,94   | 201                     | 1,64   | –     |       |
| Seggio di coalizione          | Seggio di coalizione            | Seggio di coalizione            | 49,68                           | 3 783   | 28,94   | 1                       |        |       |       |
| Totale liste                  | Pietro Tribuiani                | 4 619                           | 49,68                           | 3 783   | 28,94   | 3 653                   | 29,80  | 2     |       |
|                               | Giancristofaro Franco Arboretti | Giancristofaro Franco Arboretti | Giancristofaro Franco Arboretti | 3 376   | 25,83   | Il Cittadino Governante | 1 175  | 9,58  | 1     |
| Giuliaviva                    | Giancristofaro Franco Arboretti | Giancristofaro Franco Arboretti | Giancristofaro Franco Arboretti | 3 376   | 25,83   | 915                     | 7,46   | 1     |       |
| Per Giulianova                | Giancristofaro Franco Arboretti | Giancristofaro Franco Arboretti | Giancristofaro Franco Arboretti | 3 376   | 25,83   | 861                     | 7,02   | –     |       |
| Seggio di coalizione          | Seggio di coalizione            | Seggio di coalizione            | Giancristofaro Franco Arboretti | 3 376   | 25,83   | 1                       |        |       |       |
| Totale liste                  | Giancristofaro Franco Arboretti | Giancristofaro Franco Arboretti | Giancristofaro Franco Arboretti | 3 376   | 25,83   | 2 951                   | 24,07  | 2     |       |
|                               | Mauro Di Crescenzo              | Mauro Di Crescenzo              | Mauro Di Crescenzo              | 952     | 7,28    | Movimento 5 Stelle      | 893    | 7,28  | –     |
|                               | Gabriele Filipponi              | Gabriele Filipponi              | Gabriele Filipponi              | 911     | 6,97    | Partito Democratico     | 882    | 7,19  | –     |
| Totale                        | Totale                          | 9 297                           | 100                             | 13 072  | 100     |                         | 12 259 | 100   | 16    |
|                               |                                 |                                 |                                 |         |         |                         |        |       |       |
| Schede bianche                | Schede bianche                  | 154                             | 1,58                            | 141     | 1,04    |                         |        |       |       |
| Schede nulle                  | Schede nulle                    | 298                             | 3,06                            | 321     | 2,37    |                         |        |       |       |
| Votanti                       | Votanti                         | 9 749                           | 45,72                           | 13 534  | 63,47   |                         |        |       |       |
| Elettori                      | Elettori                        | 21 323                          |                                 | 21 323  |         |                         |        |       |       |
|                               |                                 |                                 |                                 |         |         |                         |        |       |       |
| Fonte: Ministero dell'interno |                                 |                                 |                                 |         |         |                         |        |       |       |